# Sapajus libidinosus
El mono silbador (Sapajus libidinosus) es una especie de capuchino sudamericano de la familia Cebidae.

## Distribución y hábitat
Es nativo del nordeste y centro del Brasil, donde se encuentra al occidente y norte del río São Francisco y al oriente del río Araguaia; habiéndose registrado en los estados de Maranhão, Piauí, este y centro de Rio Grande do Norte y oeste de Pernambuco y Alagoas, así como en Minas Gerais. Su hábitat son las formaciones xeromorfas, como la Caatinga y el Cerrado, así como en el bosque de galería, por debajo de los 600 m s. n. m. y en los llamados breyos de altitud.

## Descripción
Mide entre 34 y 44 cm de longitud, con la cola de 38 a 49 cm; pesa entre 1,3 y4,8 kg. S. libidinosus presenta poco dimorfismo sexual. El pelo es de color amarillo a beige, con copete espeso negruzco y extremidades de color oscuro tendiendo a negro.

## Alimentación

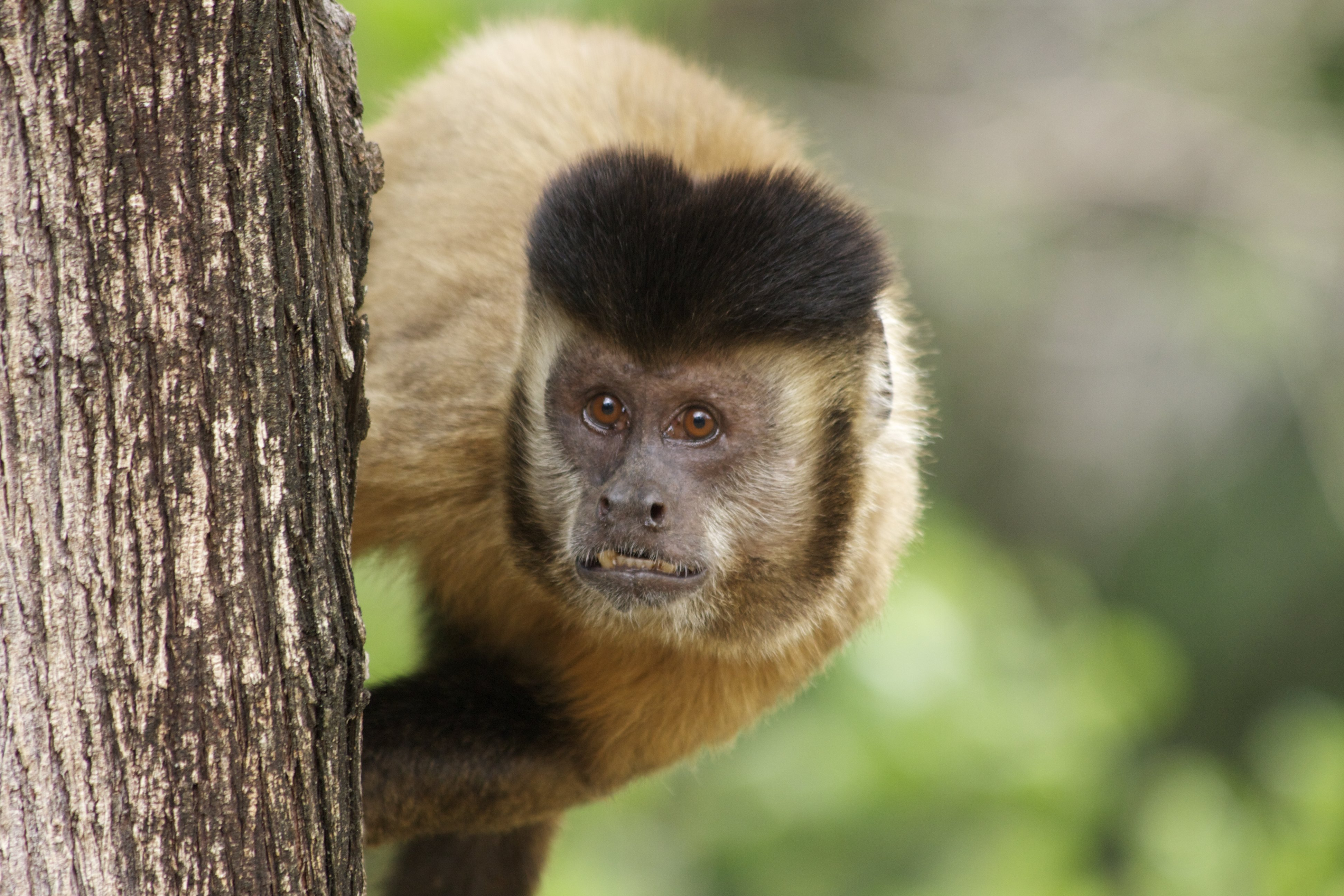
Macho adulto.

Se alimentan principalmente de insectos y frutos, principalmente de palmeras. Utilizan piedras como herramientas para quebrar los 
cocos, y en la caatinga utilizan frecuentemente otras herramientas para obtener alimentos y agua. De hecho, son los únicos monos del Nuevo Mundo que utilizan herramientas espontáneamente en ambiente natural. Son animales diurnos y pasan la mayor parte del tiempo buscando alimento por su territorio, que tiene cerca de 300 hectáreas.

## Sociabilidad
Los grupos están conformados en promedio por nueve individuos, pero se han registrado manadas de hasta 53 en Rio Grande do Norte. Los grupos son muy cohesionados y las hembras establecen un estricto sistema jerárquico y tienen un comportamiento sexual proceptivo, manteniendo la iniciativa, mientras los machos no practican métodos coercitivos para copular. Son arborícolas, pero en áreas abierta adoptan hábitos terrestres.